# HP (canción)
«HP» es una canción del cantante colombiano Maluma, lanzada como sencillo de su cuarto álbum de estudio, 11:11. La canción fue publicada el 1 de marzo de 2019.

## Posiciones en charts
Para la semana del 8 de junio de 2019, «HP» se convirtió en el número 1 en las lista Billboard Latin Airplay, logrando ser la decimotercera canción del cantante en lograrlo. Fue el segundo número 1 de él del 2019, siguiendo de su colaboración con Karol G «Créeme». «HP» también se posicionó en el Latin Rhythm Chart, en el puesto 12. También llegó a listas nacionales en Ecuador, Paraguay y Venezuela, y logró estar en el top 10 en múltiples territorios.

## Vídeo musical
El vídeo fue lanzado junto a la canción el 1 de marzo de 2019. Fue dirigido por Nuno Gomes y filmado en Miami, Florida. En el vídeo, a Maluma se le ve con amigos en una fiesta para celebrar que la mujer protagonista ya es una chica soltera. El vídeo pasaba las 300 millones de vistas en mayo de 2019.

## Presentaciones en vivo
Maluma interpretó «HP» en The Tonight Show de Jimmy Fallon el 14 de mayo de 2019.

## Posicionamiento en listas
| Lista (2019)                          | Mejor posición |
| ------------------------------------- | -------------- |
| Argentina (Argentina Hot 100)         | 8              |
| Bolivia (Monitor Latino)              | 9              |
| Chile (Monitor Latino)                | 6              |
| Colombia (National-Report)            | 2              |
| Colombia Airplay (Monitor Latino)     | 1              |
| Costa Rica (Monitor Latino)           | 6              |
| República Dominicana (Monitor Latino) | 7              |
| Ecuador (Monitor Latino)              | 2              |
| Ecuador (National-Report)             | 1              |
| Guatemala (Monitor Latino)            | 13             |
| Honduras (Monitor Latino)             | 4              |
| Italia (FIMI)                         | 26             |
| México Airplay (Billboard)            | 1              |
| México Airplay (Monitor Latino)       | 1              |
| Panamá (Monitor Latino)               | 11             |
| Paraguay (Monitor Latino)             | 1              |
| Perú (Monitor Latino)                 | 8              |
| Puerto Rico (Monitor Latino)          | 7              |
| España (Top 100 Canciones)            | 4              |
| Suiza (Schweizer Hitparade)           | 48             |
| Estados Unidos (Billboard Hot 100)    | 96             |
| Estados Unidos (Hot Latin Songs)      | 8              |
| Venezuela (Monitor Latino)            | 1              |

## Certificaciones
| País   | Organismo certificador | Certificación      | Ventas certificadas | Ref.   |
| ------ | ---------------------- | ------------------ | ------------------- | ------ |
| México | AMPROFON               | Diamante + Platino | 360 000             | [ 28 ] |